# Mauremys nigricans
Espèce
Synonymes
- Emys nigricans Gray, 1834
- Geoclemys kwangtungensis Pope, 1934
- Chinemys nigricans (Gray, 1834)

Statut de conservation UICN

 EN A1d+2d : En danger
Statut CITES
Mauremys nigricans est une espèce de tortues de la famille des Geoemydidae.

## Répartition
Cette espèce est endémique de République populaire de Chine. Elle se rencontre dans les provinces du Guangdong et du Guangxi.

## Publication originale
- Gray, 1834 : Characters of several new species of freshwater tortoises (Emys) from India and China. Proceedings of the Zoological Society of London, vol. 1834, p. 53–54 (texte intégral).